# ميراني (سردابة)
میراني (بالفارسية: میرانی) هي منطقة سكنية تقع في إيران في قسم سردابة الريفي. يقدر عدد سكانها بـ 129 نسمة .